# 公众停车
天津市公众停车管理服务有限公司，简称公众停车，隶属于天津公交集团，于2015年7月2日零时接替联华停车垄断并经营天津市道路停车泊位。

## 争议
- 多处违规收取停车费
- 违规占路收费